# Branimir
Branimir est un prénom serbe de genre masculin.

## Personnalités appelées Branimir
- Pour l'ensemble des articles sur les personnes portant ce prénom, consulter :
  - la liste des articles dont le titre commence par ce prénom
  - les listes produites par Wikidata : Liste des personnes de prénom « Branimir » — même liste en incluant les éventuels prénoms composés qui contiennent « Branimir ».
- Branimir, duc de Croatie de 879 à 892.
- Branimir Petrović, footballeur serbe né en 1982.